# Zsolnai Júlia (színművész)
Zsolnai Júlia, írásváltozata Zsolnay (Budapest, 1949. június 29. –) magyar színésznő, előadóművész.

## Élete
Már általános iskolásként, az Úttörővasút színjátszókörében szerepelt, majd a Belvárosi Irodalmi Színpadon volt főként versmondó. A középiskolát az ELTE Apáczai Csere János Gyakorló Gimnáziumában végezte el. A Színház- és Filmművészeti Főiskolán Békés András osztályába járt. Az 1971-es végzéskor a debreceni Csokonai Színház tagja lett. Az 1974–75-ös évadban a Veszprémi Petőfi Színházban játszott, a következő szezontól Békéscsabán, majd 1979-től több mint egy évtizeden át a Miskolci Nemzeti Színházban volt vezető művész. Klasszikus és kortárs drámák mellett számos zenés darabban is látható volt. Jelenleg „szabadúszó” színésznő.
Gyakran szerepel irodalmi esteken, évek óta nagy sikerrel adja elő „Én nem vagyok magyar?” című, 20. századi szerzők műveiből összeállított estjét (leggyakrabban a Spinoza Színházban). Sokat szinkronizál és tanítással is foglalkozott.
Aktívan részt vesz a közéletben. Antifasiszta rendezvények rendszeres közreműködője. A 2014-es önkormányzati választásokon a Demokratikus Koalíció képviselőjelöltje volt Budapest XII. kerületének 1. sz. körzetében. (Hét jelöltből a harmadik lett.)

## Fontosabb színházi szerepei
- Anouilh: Eurüdiké... [Eurüdiké] anyja
- Beaumarchais: A bűnös anya... Almaviva grófné
- Ralph Benatzky: Az esernyős király... Brigitte
- Emil Venyiaminovics Braganszkij–Eldar Alekszandrovics Rjazanov: Ma éjjel megnősülök!... Anna
- Brecht: A szecsuáni jólélek... Mi Csü
- Peter Buckman–Clive Swift: ...most mind együtt!... Maggie
- Ferdinand Bruckner: Angliai Erzsébet... Spanyol Izabella
- Csehov: Cseresznyéskert... Sarlotta Ivanovna
- Csehov: Hiszen én is ember vagyok
- Csorna Sándor–Rácz György: Óh, azok a régi szép házasságok... Az örök harmadik
- Darvas József: Részeg eső... Várnainé
- Eduardo De Filippo: Milliomos Nápoly... Amalia
- Eduardo De Filippo: Filumena házassága... Diana
- Jacques Deval: Potyautas...
- Elbert János (szerk.): A nyár filmkockái... szereplő
- Paul Everac: Lohengrin, avagy a hajnal születése... A nő
- Christopher Fry: Nem ritka a főnix... Dynamené
- Gáli József: Daliás idők... Gyógyszerészné
- Garai Róbert (szerkesztő): Hol van már a tavalyi hó!
- Garai Róbert (szerkesztő): Zsidó mezőkön – zsidó mezőkről
- Carlo Goldoni: Mirandolina... Ortensia
- Carlo Goldoni: Szmirnai komédiások... Tognina
- Grigorij Gorin: A gyújtogató... Bereniké
- Hegedüs Géza: Fehérlófia... Ezüsthajú lány
- Heltai Jenő: A néma levente... Zilia Duca; Gianetta
- Richard Hill–John Hawkins: Canterburi mesék... Bathi asszonyság; Molnárné
- Illyés Gyula: Bölcsek a fán... Maia
- Kertész Ákos: Névnap... Juli
- Kolozsvári Grandpierre Emil: Párbaj az árnyékkal... Stefi
- Arthur Kopit: Jaj, Apu, szegény Apu, a szekrénybe beakasztott téged az Anyu, s az én pici szívem olyan szomorú!... Madame Rosaliguette
- Miroslav Krleža: Agónia... Madeleine Petrovna grófné
- Maeterlinck: A kék madár... Az Éjszaka; A Megértés Öröme
- Molière: Tartuffe... Elmira
- Marguerite Monnot: Irma, te édes... Irma
- Padisák Mihály: A sztár is meztelen... Tüncsi
- Páskándi Géza: Vendégség... Mária
- Leonyid Nyikolajevics Rahmanov: Viharos alkonyat... II. diáklány
- Romhányi József: Hamupipőke... Hétszákné
- Giulio Scarnicci–Renzo Tarabusi: Kaviár és lencse... Valeria
- Peter Shaffer: Black comedy... Clea
- Shakespeare: Makrancos Kata... Bianca
- G. B. Shaw: A szerelem ára... Blanche
- G. B. Shaw: Tanner John házassága... Violett
- Vaszilij Vasziljevics Skvarkin: Idegen gyermek... Manja
- Jevgenyij Lvovics Svarc: Hókirálynő... Elza
- Szép Ernő: Lila ákác... Bizonyosné
- Robert Thomas: Nyolc nő... Gaby
- Robert Thomas: A hölgy fecseg és nyomoz... Clara Rocher
- Vámos Miklós: Égszakadás, földindulás... EM
- Borisz Lvovics Vasziljev: Ne lőjetek a fehér hattyúra!... Jurjevna
- Weill–Brecht: Koldusopera... Kocsma Jenny
- Peter Weiss: Jean Paul Marat üldöztetése és meggyilkolása, ahogy a charentoni elmegyógyintézet színjátszói előadják de Sade úr betanításában... Charlotte Corday
- Weöres Sándor: A holdbéli csónakos... Temora
- Tennessee Williams: Üvegfigurák... Amanda Wingfield
- Stanisław Ignacy Witkiewicz: Vízityúk... A Lady
- Zsolnai Gábor (szerkesztő): Színarany
- Zsolnai Gábor (szerkesztő): Stílusparódiák II.
- Leonyid Aronovics Zsuhovickij: Próbatétel... Ljusza

## Filmjei
- Jó estét nyár, jó estét szerelem (1972, tv)
- Ideiglenes paradicsom (1981)
- A védelemé a szó – Törvény és remény rész (1988, tv-sorozat)
- Szomszédok – 8. és 111. fejezet (1987, 1991, tv-sorozat)
- Uborka (1992, tv-sorozat) hang
- Kis Romulusz, 1. rész (1995, tv-sorozat)
- Balekok és banditák (1997)
- Kisváros – Negyvenéves bűntett rész (1998, tv-sorozat)
- Szomorú vasárnap (1999)

## Díjai, elismerései
- 2016 – Radnóti Miklós antirasszista díj[9]